# Гданьское научное общество

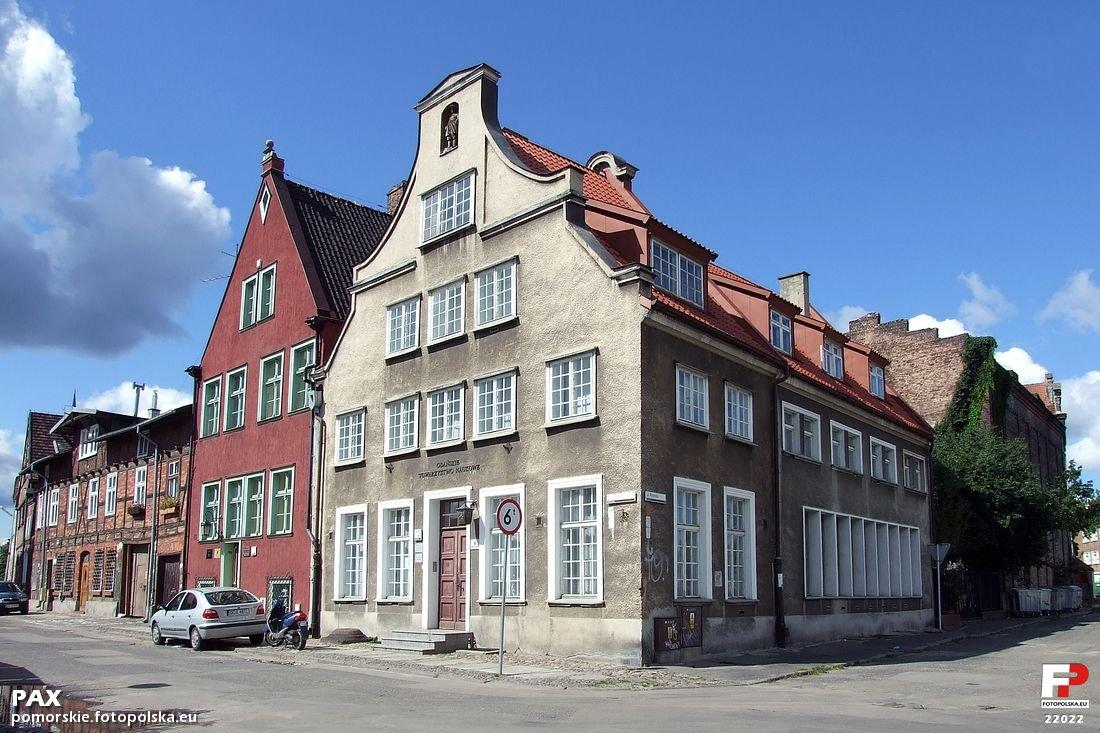
Здание по адресу ул. Гродзка, 12 в Гданьске — штаб-квартира Гданьского научного общества.

Гданьское научное общество (пол. Gdańskie Towarzystwo Naukowe) — польское научное общество, основанное в 1922 году, как Общество друзей науки и искусства в Гданьске (пол. Towarzystwo Przyjaciół Nauki i Sztuki w Gdańsku). Под современным названием Общество было зарегистрировано в 1956 году. Первым председателем обновлённого Общества был доктор медицинских наук Tadeusz Bilikiewicz (1956—1959 гг.).
Согласно Уставу, целью Общества является организация научно-исследовательской деятельности в различных областях знаний; представление государственным органам научных потребностей и инициатив; развитие научной жизни региона в соответствии с его экономическими потребностями; социальная поддержка научных исследований. Для этого Общество осуществляет научную, исследовательскую и издательскую деятельность, участвует в организации и проведении научных собраний, конференций, сессий, симпозиумов, лекций и научно-популярных чтений; создаёт и расширяет библиотечные фонды и научные коллекции; пропагандирует мероприятия, связанные с экологией и сохранением окружающей среды; сотрудничает с польскими и международными научными организациями.
В состав Общества входят 5 научных отделов: отдел общественных и гуманитарных наук; отдел биологических и медицинских наук, отдел математических, физических и химических наук, отдел технических наук и отдел наук о Земле.
В настоящее время Общество насчитывает 539 членов (2020 г.).
Ежегодно Общество и мэрия Гданьска присуждают пять равных премий молодым исследователям за выдающиеся научные достижения в областях, соответствующих профильным направлениям пяти отделов Общества.
Общество издаёт научную и научно-популярную литературу, периодические издания, в том числе ежегодник «Rocznik Gdański».
Председателем Общества является доктор наук, профессор Jerzy Błażejowski.
Актуальная информация о деятельности Общества публикуется на сайте www.gtn.cba.pl.